# João Laranjeira
João Gonçalves Laranjeira (Lisbona, 28 settembre 1951) è un ex calciatore portoghese, di ruolo difensore.

## Carriera

### Nazionale
Ha collezionato 13 presenze con la propria Nazionale.

## Palmarès

### Competizioni Nazionali
- Campionato portoghese: 2

Sporting Lisbona: 1973-1974
Benfica: 1980-1981
- Coppa di Portogallo: 6

Sporting Lisbona: 1970-1971, 1972-1973, 1973-1974, 1977-1978
Benfica: 1979-1980, 1980-1981